# طارق سالم العكبري
طارق سالم صالح العكبري هو سياسي ووزير يمني، من مواليد محافظة حضرموت، عين وزيرا للتربية والتعليم في حكومة معين عبدالملك منذ 18 ديسمبر 2020.

## المؤهلات العلمية
- بكالوريوس في الشريعة والقانون جامعة العلوم والتكنولوجيا.
- دبلوم العلوم السياسية والدبلوماسية المنظمة العربية للتنمية.